# Holdfast (Worcestershire)
Pour les articles homonymes, voir Holdfast.
Holdfast est une paroisse civile du Worcestershire, en Angleterre.